# 2e cérémonie des New York Film Critics Circle Awards
Les 2e New York Film Critics Circle Awards, décernés par le New York Film Critics Circle, ont été annoncés le 4 janvier 1937, présentés le 24 janvier 1937, et ont récompensé les films réalisés l'année précédente.

## Palmarès

### Meilleur film
- L'Extravagant Mr. Deeds (Mr. Deeds Goes to Town)
  - Dodsworth
  - Furie (Fury)
  - Winterset

### Meilleur réalisateur
- Rouben Mamoulian pour Le Joyeux Bandit (The Gay Desperado)
  - Fritz Lang pour Furie (Fury)
  - William Wyler pour Dodsworth et Ils étaient trois (These Three)

### Meilleur acteur
- Walter Huston pour le rôle de Sam Dodsworth dans Dodsworth
  - Spencer Tracy pour le rôle de Joe Wilson dans Furie (Fury)
  - Gary Cooper pour le rôle de Longfellow Deeds dans L'Extravagant Mr. Deeds (Mr. Deeds Goes to Town)

### Meilleure actrice
- Luise Rainer pour le rôle de Anna Held dans Le Grand Ziegfeld (The Great Ziegfeld)
  - Ruth Chatterton pour le rôle de Fran Dodsworth dans Dodsworth
  - Norma Shearer pour le rôle de Juliette dans Roméo et Juliette (Romeo and Juliet)

### Meilleur film en langue étrangère
- La Kermesse héroïque •  France
  - Toni •  France